# Fumagospora
Fumagospora är ett släkte av svampar. Fumagospora ingår i familjen Capnodiaceae, ordningen Capnodiales, klassen Dothideomycetes, divisionen sporsäcksvampar och riket svampar.
|             | Capnodium                                  |
|             |                                            |
|             | Polychaeton                                |
|             |                                            |
|             | Polychaetella                              |
|             |                                            |
|             | Tripospermum                               |
|             |                                            |
|             | Trichomerium                               |
|             |                                            |
|             | Scolecoxyphium                             |
|             |                                            |
|             | Phaeoxyphiella                             |
|             |                                            |
|             | Ciferrioxyphium                            |
|             |                                            |
|             | Ceramoclasteropsis                         |
|             |                                            |
|             | Callebaea                                  |
|             |                                            |
|             | Anopeltis                                  |
|             |                                            |
|             | Acanthorus                                 |
|             |                                            |
|             | Scoriadopsis                               |
|             |                                            |
|             | Apiosporium                                |
|             |                                            |
|             | Capnophaeum                                |
|             |                                            |
| Fumagospora | \| \| Fumagospora capnodioides \| \| \| \| |
|             | \| \| Fumagospora capnodioides \| \| \| \| |
|             | Echinothecium                              |
|             |                                            |
|             | Leptoxyphium                               |
|             |                                            |
|             | Aithaloderma                               |
|             |                                            |
|             | Phragmocapnias                             |
|             |                                            |
|             | Scorias                                    |
|             |                                            |
|             | Hyaloscolecostroma                         |
|             |                                            |
|             | Limaciniaseta                              |
|             |                                            |
|             | Plurispermiopsis                           |
|             |                                            |
|             | Fumiglobus                                 |
|             |                                            |
|             | Fumagospora capnodioides                   |
|             |                                            |

|  | Fumagospora capnodioides |
|  |                          |